# Leiopus convexus
Leiopus convexus là một loài bọ cánh cứng trong họ Cerambycidae.